# La pequeña rebelde
La pequeña rebelde (título original en inglés: The Littlest Rebel) es una película musical dramática estadounidense de 1935 dirigida por David Butler. El guion de Edwin J. Burke fue una adaptación de la obra homónima de Edward Peple.

## Trama
Virgie (Temple) y su padre, el capitán del Ejército Confederado Herbert Cary (Boles), son una familia esclavista del Sur de Estados Unidos durante el Antebellum, antes de la guerra de Secesión. Durante su fiesta de sexto cumpleaños, Cary se entera de que la guerra de Secesión ha comenzado y que debe presentarse de inmediato al servicio, dejando a Virgie en casa. Preocupada por su padre, Virgie le pregunta a su esclavo, el tío Billy (Robinson), sobre la guerra, y él le cuenta que ha oído que un hombre en el Norte quiere liberar a los esclavos, pero que no sabe qué significará eso.
Poco después de la partida de Cary con los demás confederados alistados, soldados de la Unión llegan a la plantación Cary y Virgie golpea a su líder, el coronel Morrison, con su resortera. Él admira su audacia, pero le advierte que no lo vuelva a intentar. En respuesta, ella canta «Dixie» burlonamente mientras se marcha. Cary casi es atrapado tras las líneas enemigas por el sargento Dudley (Williams) en una visita clandestina a su familia, ya que la plantación se encuentra ahora en territorio controlado por la Unión. Los hombres de Dudley saquean la casa de la plantación, buscando comida y objetos de valor escondidos, y Virgie se pinta la cara de negro por miedo a lo que los soldados de la Unión pudieran hacerles a los blancos, lo que provoca que Dudley la persiga por la casa y empuje a su madre por las escaleras en el forcejeo. Al final de la pelea, llega Morrison, obliga a Dudley a disculparse con Virgie y su madre, lo castiga con latigazos y obliga a sus hombres a devolver lo robado. Virgie lo golpea con otra piedra de su tirachinas mientras él se va.
Mientras el combate activo se acerca a la casa, la Sra. Cary y el tío Billy parten con Virgie por el bosque durante una fuerte tormenta. La Sra. Cary cubre a Virgie con su capa para protegerla, lo que la empapa y enferma. A pesar de refugiarse en la cabaña del tío Billy durante un mes después del incendio de la plantación, se encuentra en su lecho de muerte y el tío Billy manda a buscar a Cary. Tras asegurarle que Cary cuidará de Virgie, muere. Las tropas de la Unión llegan poco después del funeral, obligando a Cary a esconderse en un ático, pero el coronel Morrison lo descubre rápidamente. Morrison cree inicialmente que Cary está en una misión de exploración, pero Cary le explica que intenta llevar a Virgie con su hermana en Richmond, Virginia, convenciendo al coronel, quien tiene una hija de la misma edad. Morrison extiende un pase que les permite viajar con seguridad y le proporciona a Cary un uniforme yanqui, quien le promete a Morrison que él y Virgie no contarán a nadie lo que vean en Richmond. Virgie es reconocida por el sargento. Dudley mientras son interrogados en un campamento de la Unión, y Cary lo azota antes de ser rodeado por soldados. Cary y Morrison son sometidos a una corte marcial y condenados a la horca, pero un oficial compasivo intenta asegurarles el indulto dándole al tío Billy una carta para que la lleve a Washington D. C.. Sin dinero para el billete de tren, el tío Billy y Virgie bailan en la plaza del pueblo para recaudar fondos. El juez de D.C. está tan conmovido por la carta que son vistos por el presidente Abraham Lincoln, y Virgie relata su historia, convenciendo al presidente de que su padre y Morrison no son espías después de que se entera de la promesa de su padre. Lincoln ordena que se expida de inmediato el indulto para los dos hombres. Virgie canta " Polly Wolly Doodle " con los soldados de la Unión a su regreso al cuartel y abraza a su padre y a Morrison.

## Elenco
- Shirley Temple como Virgie Cary
- John Boles como Herbert Cary
- Jack Holt como el coronel Morrison
- Karen Morley como la Sra. Cary
- Guinn Williams como el sargento Dudley
- Frank McGlynn Sr. como el presidente Abraham Lincoln
- Bill Robinson como el tío Billy
- Willie Best como James Henry
- Bessie Lyle como Mamá Rosabelle
- Hannah Washington como Sally Ann
- Karl Hackett como John Hay (sin acreditar)
- Jack Mower como el teniente yanqui Hart (sin acreditar)

## Producción

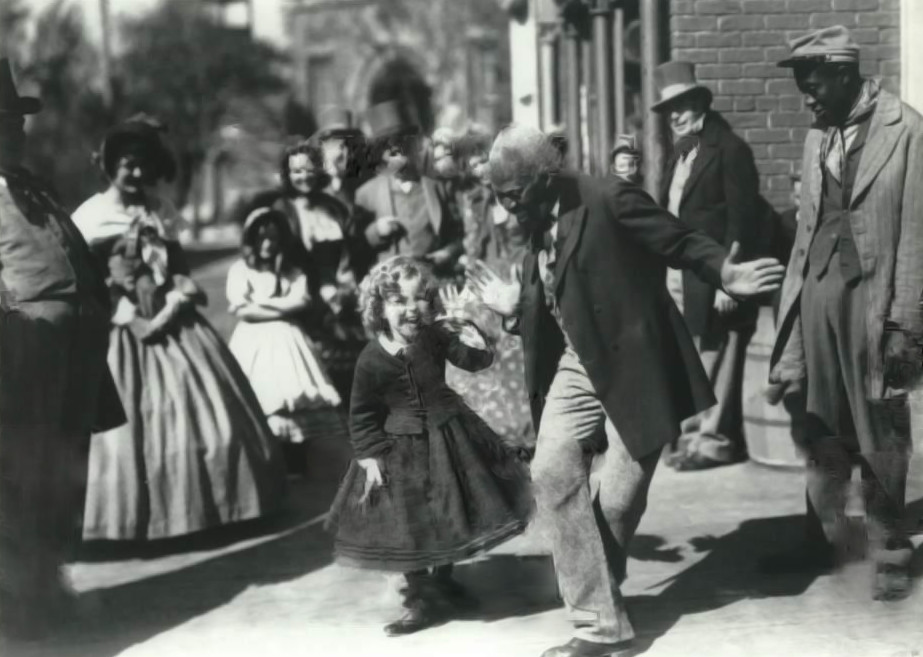
Shirley Temple y Bill Robinson bailan en la calle. Esta escena apareció posteriormente en el episodio "Bulletin Board" (temporada 3, episodio 16) de M*A*S*H de 1975.

La escena de la honda fue incorporada a la película por el guionista Edwin Burke tras descubrir la habilidad natural de Temple para usarla. Acertó perfectamente y solo necesitó una toma para la escena. Temple acaparó titulares internacionales cuando, mientras intentaba mantener a las palomas ruidosas en el set de la prisión (que, según explicó el director, no pertenecía a la guerra), preguntó: "¿Por qué nadie detiene a Mussolini?". Alguien escuchó su comentario y apareció en los periódicos, lo que enfureció a Mussolini. 

## crítica

### Al ser liberado
En 1936, Graham Greene, en una entrevista para The Spectator, le dedicó a la película una crítica algo desfavorable, explicando que «esperaba la habitual explotación sentimental de la infancia», pero que «no esperaba la tremenda energía de Temple», que criticó como «un poco demasiado enervante». 

### Crítica moderna
Bill Gibron, de la Sociedad de Críticos de Cine Online, escribió: «El racismo presente en The Littlest Rebel, The Little Colonel y Dimples justifica una clara advertencia crítica». Sin embargo, Gibron, haciéndose eco de la mayoría de los críticos de cine que siguen valorando la obra de Temple a pesar del racismo presente en algunas de sus partes, también escribió: «Afortunadamente, el talento que se esconde tras estas inquietantes tomas sigue siendo valioso para algunos, de todos modos». 

## Adaptaciones
The Littlest Rebel fue dramatizada como una obra de radio de una hora de duración en la transmisión del 14 de octubre de 1940 de Lux Radio Theatre, con Shirley Temple y Claude Rains . 